# ادیویل (کنتاکی)
ادیویل (به انگلیسی: Eddyville) شهری در ایالت کنتاکی کشور ایالات متحده آمریکا است که جمعیت آن در سرشماری سال ۲۰۱۰ میلادی، ۲٬۵۵۴ نفر بوده‌است.